# Johan van Berkel
Johannes Franciscus Ludovicus (Johan) van Berkel (Rotterdam, 22 september 1913 - Rotterdam, 16 september 1956) was een Nederlands beeldhouwer.

## Biografie
Tussen 1927 en 1937 leerde Van Berkel het vak van beeldhouwer op de avondopleiding van de Academie van Beeldende Kunsten en Technische Wetenschappen in Rotterdam. Overdag was hij stukadoor, later gaf hij les op een technische school. Hij werd destijds als een veelbelovend kunstenaar beschreven maar hij overleed op vrij jonge leeftijd, vlak voor zijn drieënveertigste verjaardag.
Van Berkel is in Rotterdam bekend van "De Pelikaan" in het Kralingse Bos, diverse gevelstenen van bekende vooroorlogse Rotterdamse figuren, het Monument van Berkel, een grafmonument op de Begraafplaats Crooswijk voor slachtoffers van het bombardement op Rotterdam-West door Engelsen op het bedrijf Van Berkel's Patent (1943) en de toegangspoort van de Griekse kerk aan de Westzeedijk. Buiten Rotterdam bevinden zich werken in het zuidelijke deel van Nederland.
Van 18 december 1953 tot 11 januari 1954 exposeerde hij met Wim Chabot, Frans Fritschy, Henri Hoogewegen, Kees van der Laan, Thomas Nix, George Notenboom, Adriaan van der Plas, Antoon Winkel, Maria Winkel-Hendriks en Bob Zijlmans in het Groothandelsgebouw in Rotterdam.

## Fotogalerij

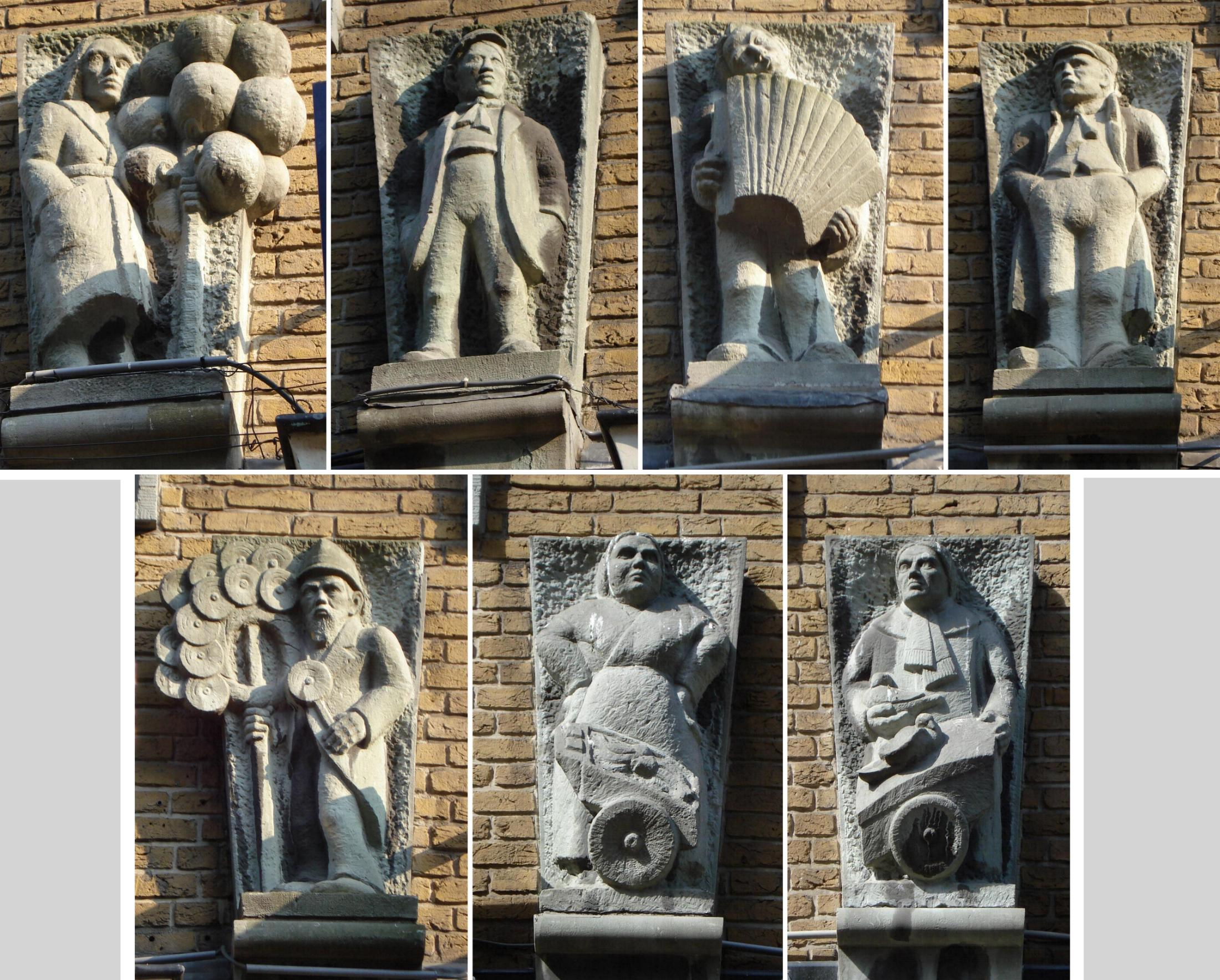
Gevelstenen in het Minervahuis aan de Meent te Rotterdam
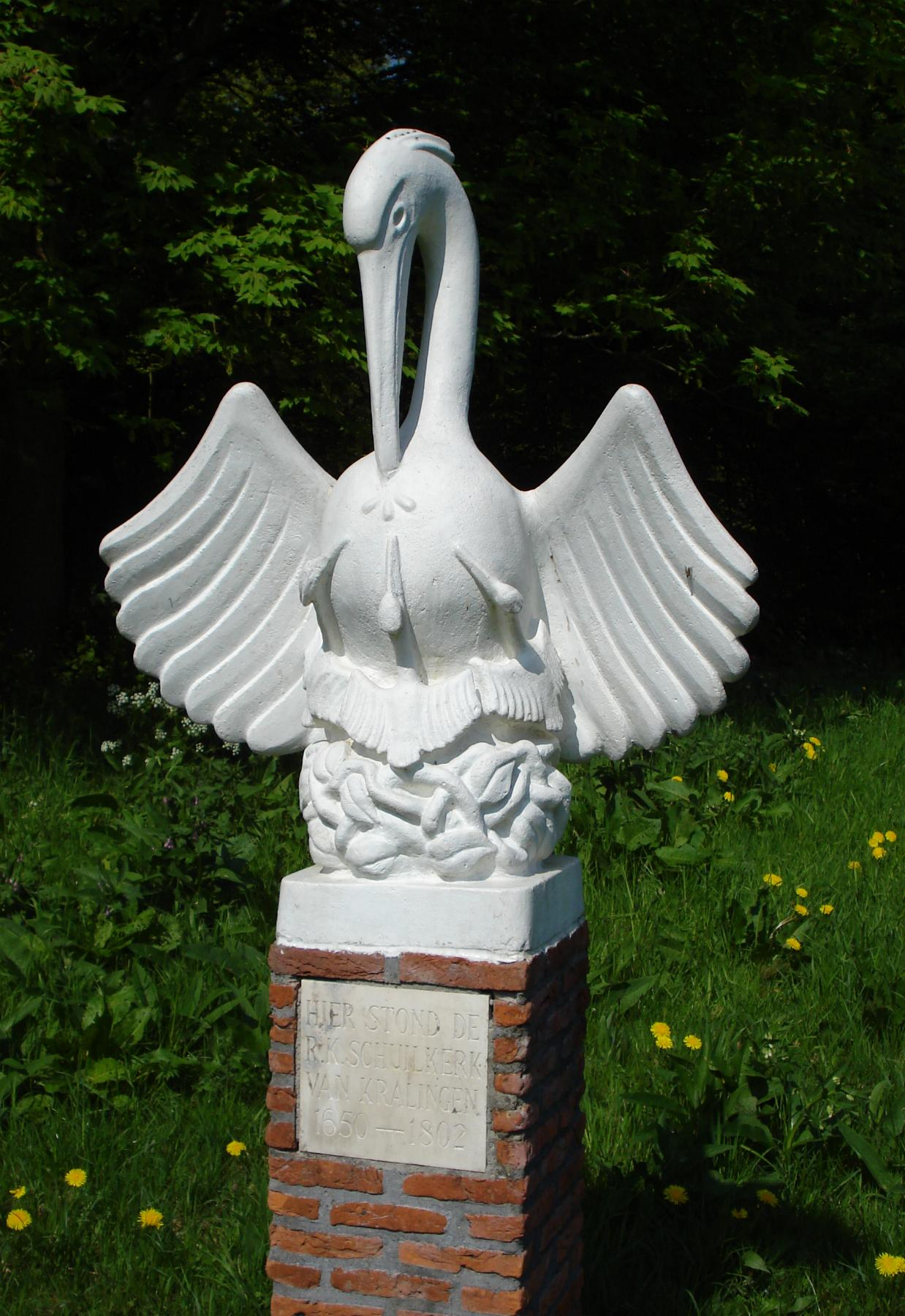
Pelikaan in Kralingse Bos
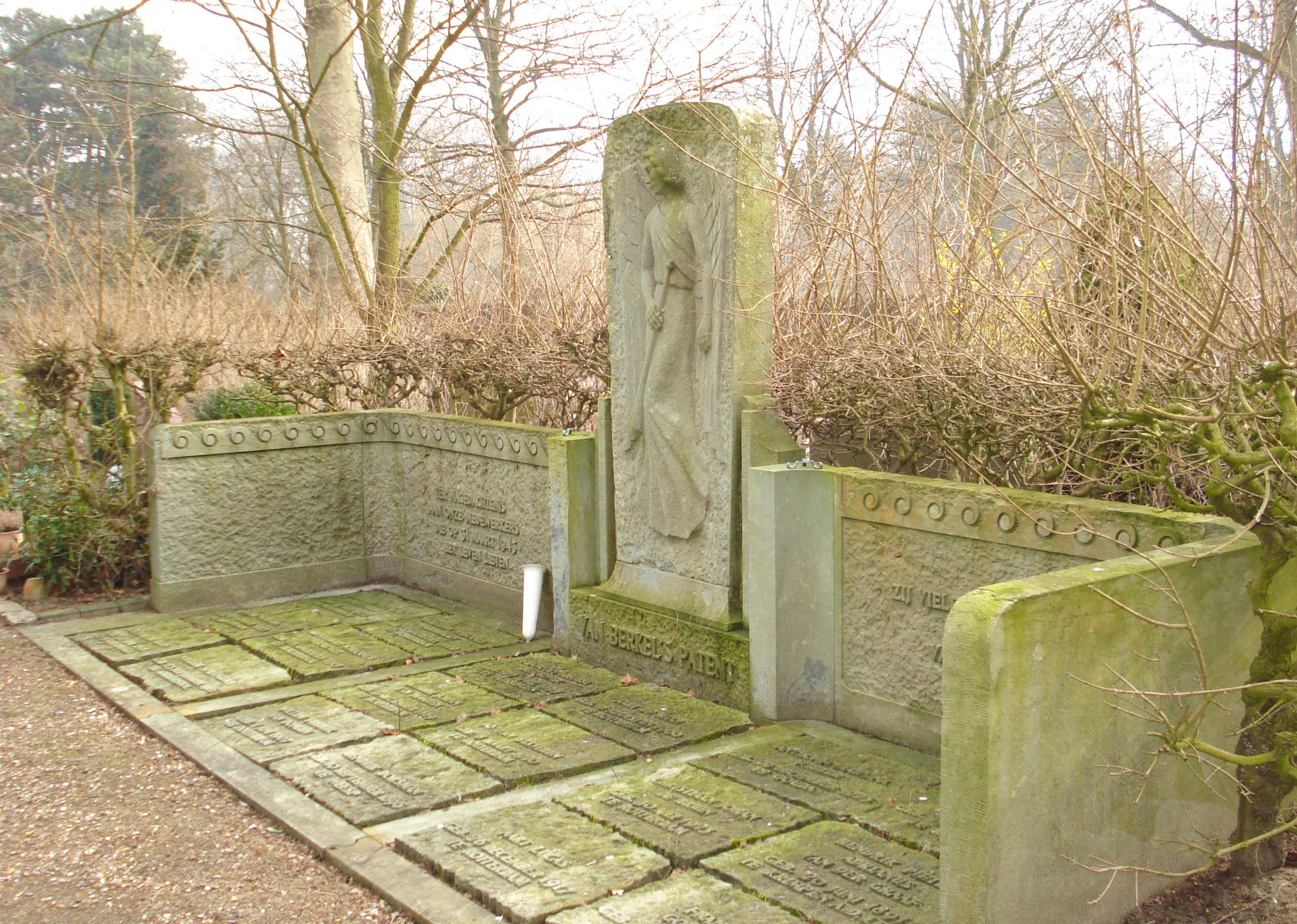
Monument van Berkel op Begraafplaats Crooswijk in Rotterdam

- Biografisch Portaal: 67855774
- International Standard Name Identifier: 0000 0003 9670 2922
- Nederlandse Thesaurus van Auteursnamen: 297785443
- RKD-Nederlands Instituut voor Kunstgeschiedenis: 130861
- Virtual International Authority File: 291711447
- WorldCat: E39PBJvmMmdMv7cx9rxcrC6Myd